# Gvanin
Gvanin je dušikova baza, ki se nahaja v nukleotidih. Sestavljena je iz purinskega heterocikličnega obroča.